# Güttingersreuti
Die Eishalle Güttingersreuti ist eine Eissporthalle in der Schweizer Stadt Weinfelden, Kanton Thurgau, im Norden des Landes. Es ist die einzige öffentliche Kunsteisbahnanlage der Stadt. Die Eishockeyvereine HC Thurgau, SC Weinfelden und die SCW Ladies tragen hier ihre Heimpartien aus. Sie ist Teil der Weinfelder Sportanlagen, die des Weiteren Sporthallen, ein Schwimmbad, ein Hallenbad, Gruppenunterkünfte sowie weitere Sportanlagen umfassen. Die Halle fasst insgesamt 2'880 Zuschauer (2'319 auf Steh- und 561 auf Sitzplätzen).  Die Eishalle wurde 2009 nach einem Umbau wieder eröffnet.

## Galerie

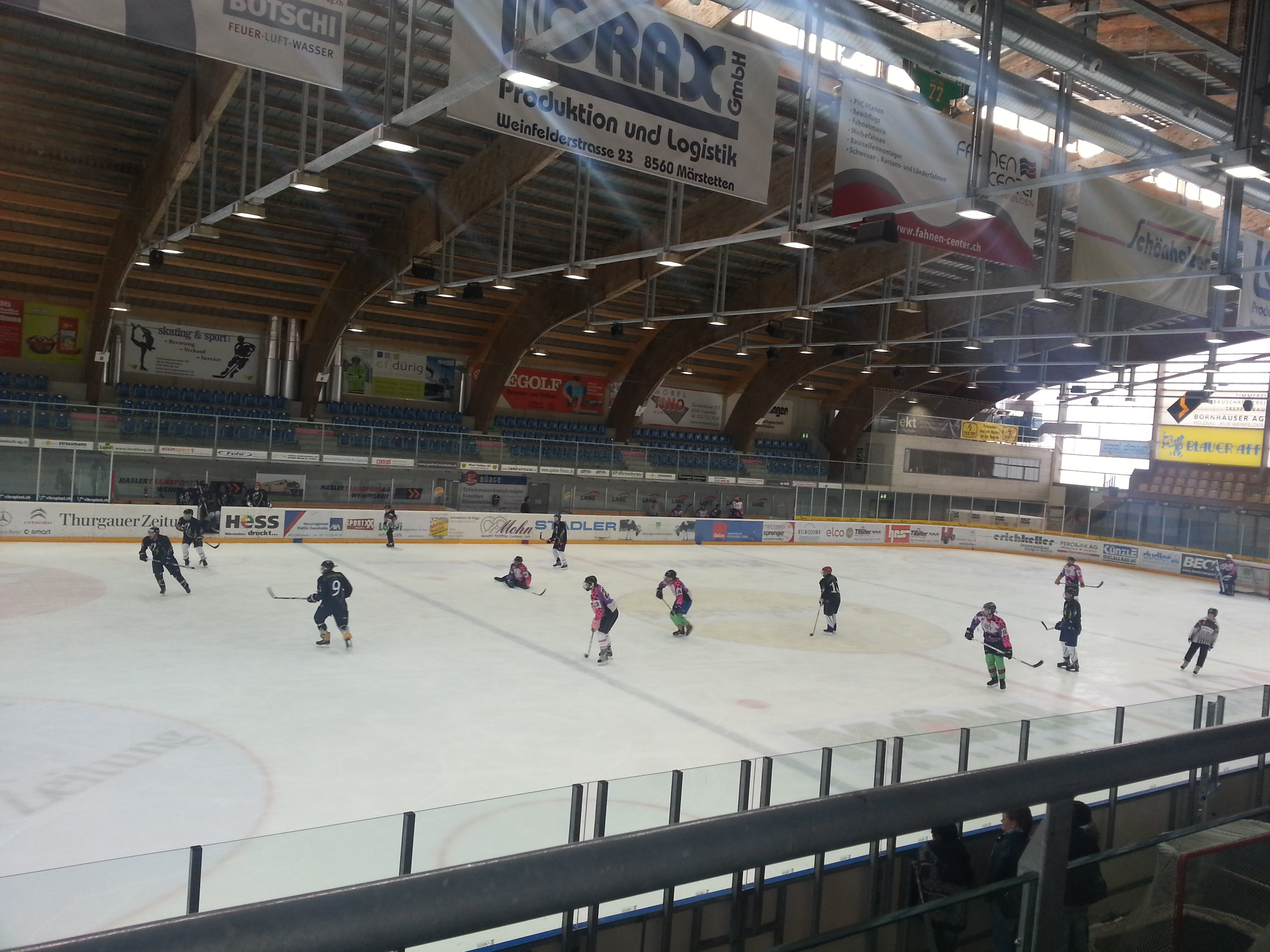
Innenansicht der Eishalle Güttingersreuti